# Barechani
Barechani (en macédonien Барешани) est un village du sud-est de la Macédoine du Nord, situé dans la municipalité de Bitola. Le village comptait 205 habitants en 2002.

## Démographie
Lors du recensement de 2002, le village comptait :
- Macédoniens : 204
- Autres : 1